# 中央集团军群 (北约)
中央集团军群（英語：Central Army Group，CENTAG）是北大西洋公约组织盟军在西德南部部署的多国军队组织，在行政关系上隶属于北约的「盟军欧洲最高总部」管理，在作战中则受到「盟军中欧司令部」指挥，负责保卫西德和法国免遭华约组织武装力量的军事入侵。
中央集团军群的最高指挥官一般会是一名美国陆军的上将，他同时也会是美国第七軍團的指挥官。

## 任務

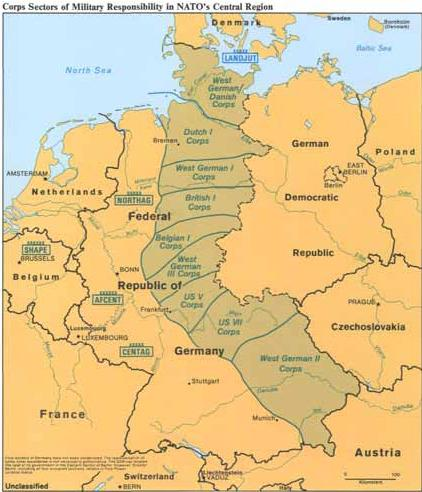
80年代北约组织在中欧地域的军级责任防区。

中央集团军群的责任辖区为卡塞尔以南，两德边境以西。由于北约组织在防御中采用“切片蛋糕”（Layer Cake）式的防御宽度规划，中央集团军群的防线被从北到南分成四段，分别交给西德第3军、美国第五军、美国第七军、西德第2军防御，预备队则主要为法国第1集团军的两个军级单位。在1966年法国退出北约军事一体化组织之后法国驻德部队进一步后撤到斯特拉斯堡，这让中央集团军群、尤其是美国第五军所处防御宽度迅速拉大，在所谓富尔达谷地（Fulda Gap）地区形成了最薄点，而这条富尔达-美因河畔法兰克福锋线也是在70年代以苏军驻德集群和东德国家人民军为主的华约军第一梯队的主要突破方向之一。为此，在80年代末期美国为其第七集团军的下属两个军各设置了一个返德师以提供支援，从而将战时会迅速加入中央集团军群作战的美军力量提高到6个师。中央集团军群还直接控制着北约的第4盟军战术航空队（4.ATAF）和盟军机动部队（地面）（AMF（L））。
战时北约方面需要采取“主动防御”（Active Defense）或“接续部队打击”（FOFA）策略，为此中央集团军群的主要作战兵团需要将入侵的华约部队（主要将来自苏军驻德集群、苏军中央集群和东德国家人民军）阻挡在两德边境线以西、以南30英里纵深的距离之内，因而，同样地，对华约军动向的探知、掌握以及紧急动员集结机动能力也是中央集团军群的难题。尽管北约研究人员表示有信心根据通信状况为进攻预留24-72小时的预警时间让北约部队进入总体防御计划（GDP）位置，并尽可能开展返德行动。然而，从北约方面在1968年捷克斯洛伐克事件中完全没有任何准备的表现来看，情况或许并不足够乐观。中央集团军群的长效作战能力同样取决于法国和意大利的增援的及时和主动情况。同西德北部的北约北方集团军群和意大利地区的盟军南方力量的合作也是中央集团军群的重要工作。同样，中央集团军群可能会涉及到有关奥地利的军事行动。

## 战斗序列
截止到1989年，北约中央集团军群的战斗序列为：（从北到南）
第3西德军 - 科布伦茨，西德
- 第5装甲师 - 迪茨
  - 第13装甲掷弹兵旅 - 韦茨拉尔
  - 第6装甲旅 - 霍夫盖斯马尔
  - 第15装甲旅 “韋斯特林山旅” - 科布伦茨
  - 第5炮兵团
  - 第5高炮团
  - 第5侦察营
  - 第5工兵营
  - 第56猎兵营
  - 第57猎兵营
  - 第5陆军航空联络和观察中队
- 第12装甲师 - 法伊茨赫希海姆
  - 第14装甲旅 - 诺伊施塔特
  - 第35装甲掷弹兵旅 - 哈默尔堡
  - 第36装甲旅
  - 第12炮兵团
  - 第12高炮团
  - 第12侦察营
  - 第12工兵营
  - 第126猎兵营
  - 第127猎兵营
  - 第12陆军航空联络和观察中队
- 第2装甲掷弹兵师 - 卡塞尔
  - 第4装甲掷弹兵旅 - 哥廷根
  - 第5装甲掷弹兵旅 - 洪贝格
  - 第34装甲旅 - 科布伦茨
  - 第2炮兵团
  - 第2高炮团
  - 第2侦察营
  - 第2工兵营
  - 第26猎兵营
  - 第27猎兵营
  - 第2陆军航空联络和观察中队
- 第26空降旅“萨尔兰” - 萨尔路易
- 第3西德军炮兵群 - 科布伦茨
- 第3陆军航空指挥部 - 门迪希
- 第3防空指挥部 - 明斯特
- 第3突击工兵指挥部 - 明登
- 第300远程侦察连 - 科布伦茨
- 第300保安营

美国第五军 - 美因河畔法兰克福，西德
- 第3装甲师 - 美因河畔法兰克福
  - 第1旅 - 布茨巴赫
  - 第2旅 - 盖尔恩豪森
  - 第3旅 - 弗里德贝格
  - 第3战斗航空旅 - 哈瑙
  - 第3装甲师师属炮兵群 - 哈瑙
  - 第3装甲师师属通信群 - 哈瑙
  - 第23工兵营 - 哈瑙
  - 第5防空团3营 - 比丁根
  - 第533军事情报营 （CEWI） - 美因河畔法兰克福
  - 第503宪兵连
  - 第22防化连
- 第8步兵师 （机械化） - 巴特克罗伊茨纳赫
  - 第1旅 - 贡森海姆（英语：Gonsenheim）
  - 第2旅 - 鲍姆霍尔德
  - 第3旅 - 桑德霍芬（英语：Sandhofen）
  - 第8战斗航空旅 - 芬滕（德语：Mainz-Finthen）
  - 第8步兵师师属炮兵群 - 鲍姆霍尔德
  - 第8步兵师师属通信群 - 美因茨
  - 第12工兵营 - 代克斯海姆
  - 第59防空团1营 - 瓦亨海姆
  - 第108军事情报营 - 巴特克罗伊茨纳赫
  - 第8宪兵连 - 巴特克罗伊茨纳赫
  - 第25防化连：
- 第11装甲骑兵团 - 富尔达
- 第12战斗航空旅 - 威斯巴登
- 第41野战炮兵旅 - 巴本豪森
- 第42野战炮兵旅 - 吉森
- 第130工兵旅 - 哈瑙
- 第18宪兵旅 - 法兰克福
- 第3支援指挥部 - 威斯巴登

美国第七军 - 斯图加特，西德
- 第1装甲师 - 安斯巴赫
  - 第1旅 - 菲尔塞克
  - 第2旅 - 埃朗根
  - 第3旅 - 班贝格
  - 第4旅 （航空） - 卡特巴赫（德语：Katterbach (Ansbach)）
  - 第1装甲师师属炮兵群 - 齐恩多夫
  - 第1装甲师师属通信群 - 菲尔特
  - 第16战斗工兵营 - 菲尔特
  - 第59防空团2营 - 施瓦巴赫
  - 第501军事情报营 （CEWI） - 安斯巴赫
  - 第501宪兵连 - 卡特巴赫（德语：Katterbach (Ansbach)）
  - 第69防化连 - 卡特巴赫（德语：Katterbach (Ansbach)）
- 第3步兵师 （机械化） - 维尔茨堡
  - 第1旅 - 施韦因富特
  - 第2旅 - 基青根
  - 第3旅 - 阿沙芬堡
  - 第4旅 （航空） - 吉伯尔施塔特
  - 第3步兵师师属炮兵群 - 基青根
  - 第3步兵师师属通信群 - 维尔茨堡
  - 第10战斗工兵营 -基青根
  - 第3防空团4营 - 维尔茨堡
  - 第103军事情报营 - 维尔茨堡
  - 第3宪兵连 - 维尔茨堡
  - 第92防化连 - 维尔茨堡
- 第1步兵师（机械化）
  - 第3旅 （预部署） - 格平根
- 第2装甲骑兵团 - 纽伦堡
- 第11战斗航空旅 - 伊勒斯海姆
- 第17野战炮兵旅 - 奥格斯堡
- 第72野战炮兵旅 - 韦尔特海姆
- 第210野战炮兵旅 - 黑措根奥拉赫
- 第7工兵旅 - 科恩韦斯特海姆
- 第14宪兵旅 - 路德维希堡

第2西德军 - 乌尔姆，西德
- 第10装甲师 - 锡格马林根
  - 第28装甲旅
  - 第29装甲旅 - 锡格马林根
  - 第30装甲掷弹兵旅
  - 第10炮兵团
  - 第10高炮团
  - 第10侦察营
  - 第10工兵营
  - 第106猎兵营
  - 第107猎兵营
  - 第10陆军航空联络和观察中队
- 第4装甲掷弹兵师 - 雷根斯堡
  - 第10装甲掷弹兵旅 – 魏登
  - 第11装甲掷弹兵旅 “巴伐利亚林山” - 博根
  - 第12装甲旅 - 安贝格
  - 第4炮兵团
  - 第4高炮团
  - 第4侦察营
  - 第4工兵营
  - 第46猎兵营
  - 第47猎兵营
  - 第4陆军航空联络和观察中队
- 第1山地猎兵师 - 加米施-帕滕基兴
  - 第22装甲掷弹兵旅 - 穆尔瑙
  - 第23山地猎兵旅 – 巴特赖兴哈尔
  - 第24装甲旅 - 兰茨胡特
  - 第1山地猎兵炮兵团
  - 第1山地猎兵高炮团
  - 第1山地猎兵侦察营
  - 第1山地猎兵工兵营
  - 第86猎兵营
  - 第87猎兵营
  - 第8陆军航空联络和观察中队
- 第1空降师 -- 埃斯林根
  - 第9空降炮兵连
  - 第9空降无线电通讯营
  - 第25空降旅 - 乌尔姆

（其他旅被划归给其他的军了）
- 第2西德军炮兵群 - 乌尔姆
- 第2陆军航空指挥部 - 劳普海姆
- 第2防空指挥部 - 乌尔姆
- 第2战斗工兵指挥部 - 乌尔姆
- 第200远程侦察连 - 乌尔姆
- 第200保安营

美国第三军有2个重装师有支援中央集团军群的任务，分别加强给美国第七集团军下属的第五军和第七军。这些师都是返德单位，为了避免装备预储存库遭到华约军队突袭，美军第1步兵师第3旅被预先部署到西德的哥平根。会抵达北约中央集团军群防区的美国第三军单位包括：
- 第1步兵师（机械化） - 堪萨斯赖利堡：加强给第七军，在西德曼海姆有1处预部署设施储存点（POMCUS），第3旅预部署
- 第4步兵师（机械化） - 科罗拉多卡森堡：加强第五军，在西德门凯撒斯劳滕有2处预部署设施储存点（POMCUS）

尽管法国已於1966年退出北約軍事一體化組織，但法国第1集团军按照协议也应当支援北约中央集团军群的作战，其下属的第2法国军在平时已经预部署在西德境内，第1法国军则驻守在法德边境。
第1法国集团军指挥部 - 斯特拉斯堡，法国：战时调归北约指挥。
- 第13伞降龙骑兵团 - 迪约兹，法国
- 第402炮兵团 - 香槟沙隆，法国
- 第403炮兵团 - 肖蒙，法国
- 第1战斗工兵团 - 斯特拉斯堡，法国
- 法国柏林旅
- 第1法国军 - 梅斯，法国
  - 第1装甲师 - 特里尔，西德
  - 第7装甲师 - 贝桑松，法国
  - 第12轻装甲师 - 索米尔，法国
  - 第14轻装甲师 - 蒙彼利埃，法国
  - 第8轻骑兵团 - 阿尔特基什，法国
  - 第3炮兵团 - 马伊马耶，法国
  - 第15炮兵团 - 叙普，法国
  - 第17炮兵团 - 比斯卡罗斯，法国
  - 第19炮兵团 - 德拉吉尼昂，法国
  - 第61炮兵团 - 莫朗日，法国
  - 第57炮兵团 - 比奇，法国
  - 第2战斗工兵团 - 第戎，法国
  - 第11轻型直升机大队 - 埃塞莱南锡，法国
  - 第4战斗直升机团 - 勒吕克，法国
- 第2法国军 - 巴登-巴登，西德
  - 第3装甲师 - 弗赖堡，西德
  - 第5装甲师 - 兰道，西德
  - 第15步兵师 （机械化） - 利摩日，法国
  - 第3轻骑兵团 - 巴登-巴登，西德
  - 第32炮兵团 - 贝尔福，法国
  - 第74炮兵团 - 叙普，法国
  - 第2炮兵团 - 施泰滕，西德
  - 第34炮兵团 - 维特利希，西德
  - 第51炮兵团 - 维特利希，西德
  - 第53炮兵团 - 莱茵河畔布赖萨赫，法国
  - 第10战斗工兵团 - 巴登-巴登，西德
  - 第33战斗工兵团 - 凯尔，西德
  - 第12轻型直升机大队 - 特里尔，西德
  - 第2战斗直升机团 - 特里尔，西德

## 更名
与北约北方集团军群同样，在冷战期间中央集团军群没有参加任何一次战争任务。
在冷战结束之后，北约在德国所面临的军事威胁大大降低，随着统一了的德国和美国均开始裁军，中央集团军群的存在已无必要。1993年中央集团军群指挥部解散，改为成立盟军中欧地面部队指挥部（LANDCENT），第4盟军战术航空队也同时解散。
盟军中欧地面部队指挥部所管辖的单位参与了对南斯拉夫内战的介入，2000年更名为联合中央指挥部（JHQ CENT），参与了阿富汗战争，2004年又更名为海德堡地面单位指挥部（HQ FC Heidelberg），2013年1月1日正式解散。